# Saint-Pierre-la-Roche
Saint-Pierre-la-Roche is een gemeente in het Franse departement Ardèche (regio Auvergne-Rhône-Alpes) en telt 52 inwoners (2009). De plaats maakt deel uit van het arrondissement Privas.

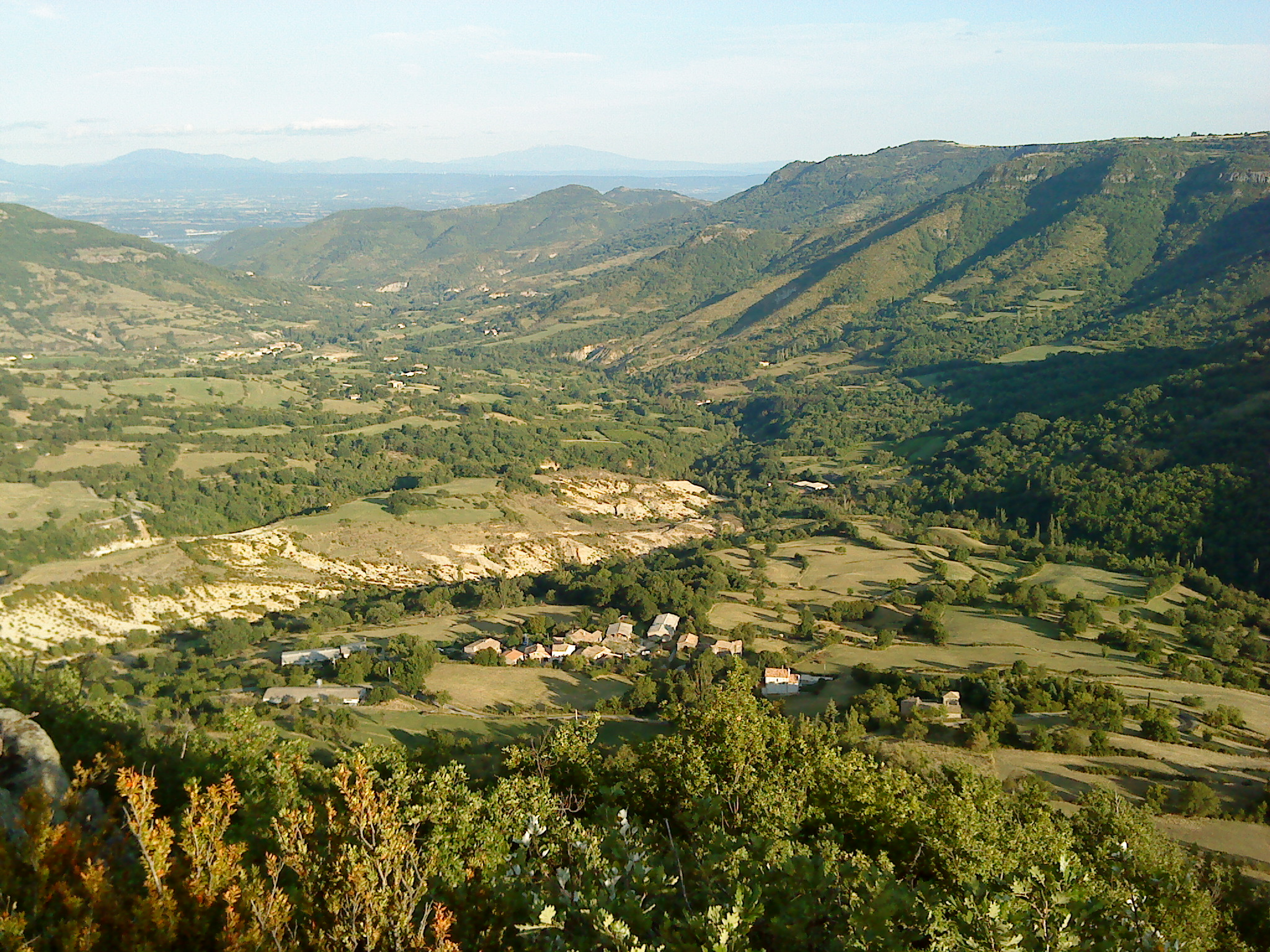
Omgeving van Saint-Pierre-la-Roche
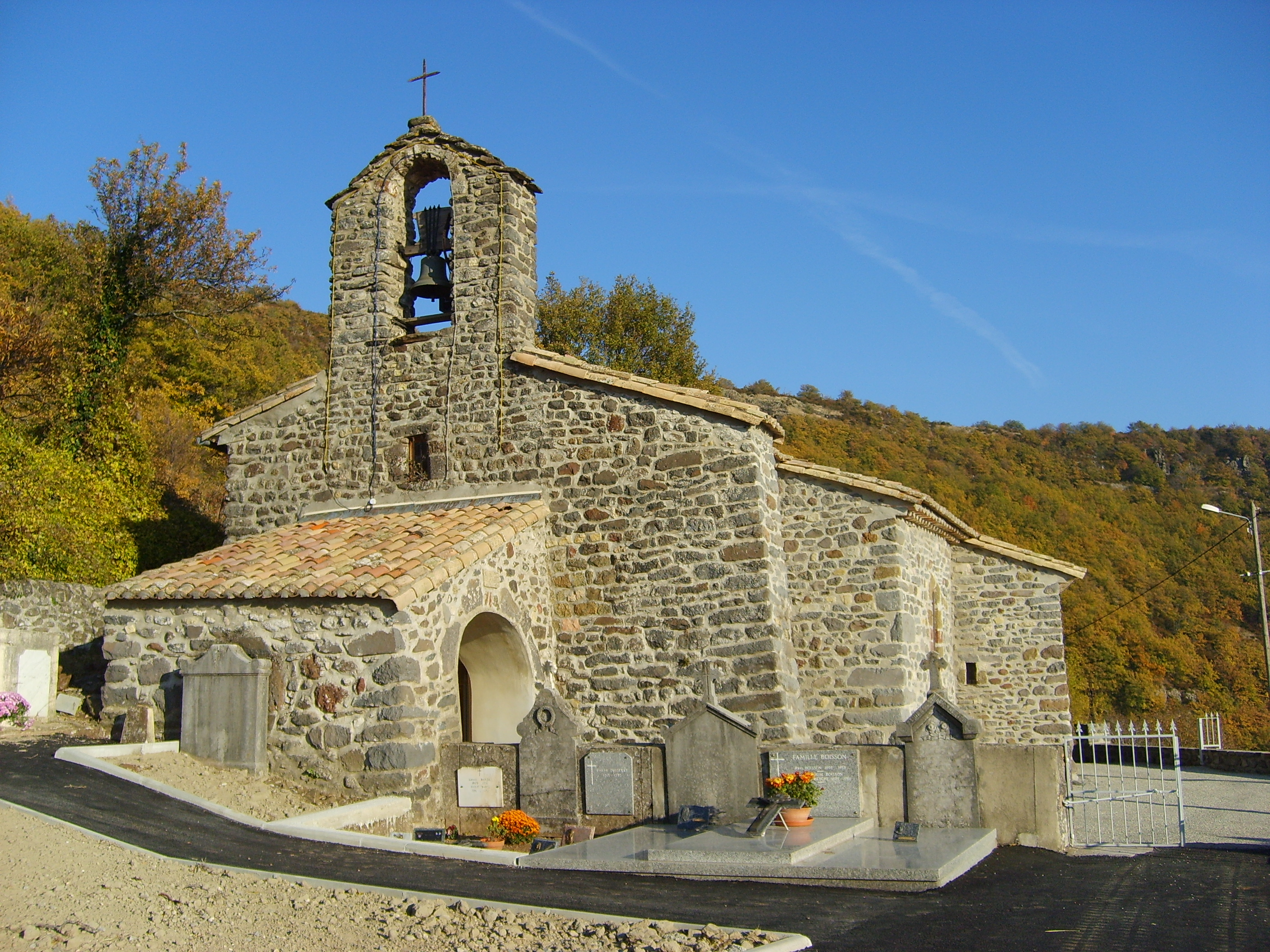
Kerk van Saint-Pierre-la-Roche

## Geografie
De oppervlakte van Saint-Pierre-la-Roche bedraagt 10,8 km², de bevolkingsdichtheid is dus 4,8 inwoners per km².

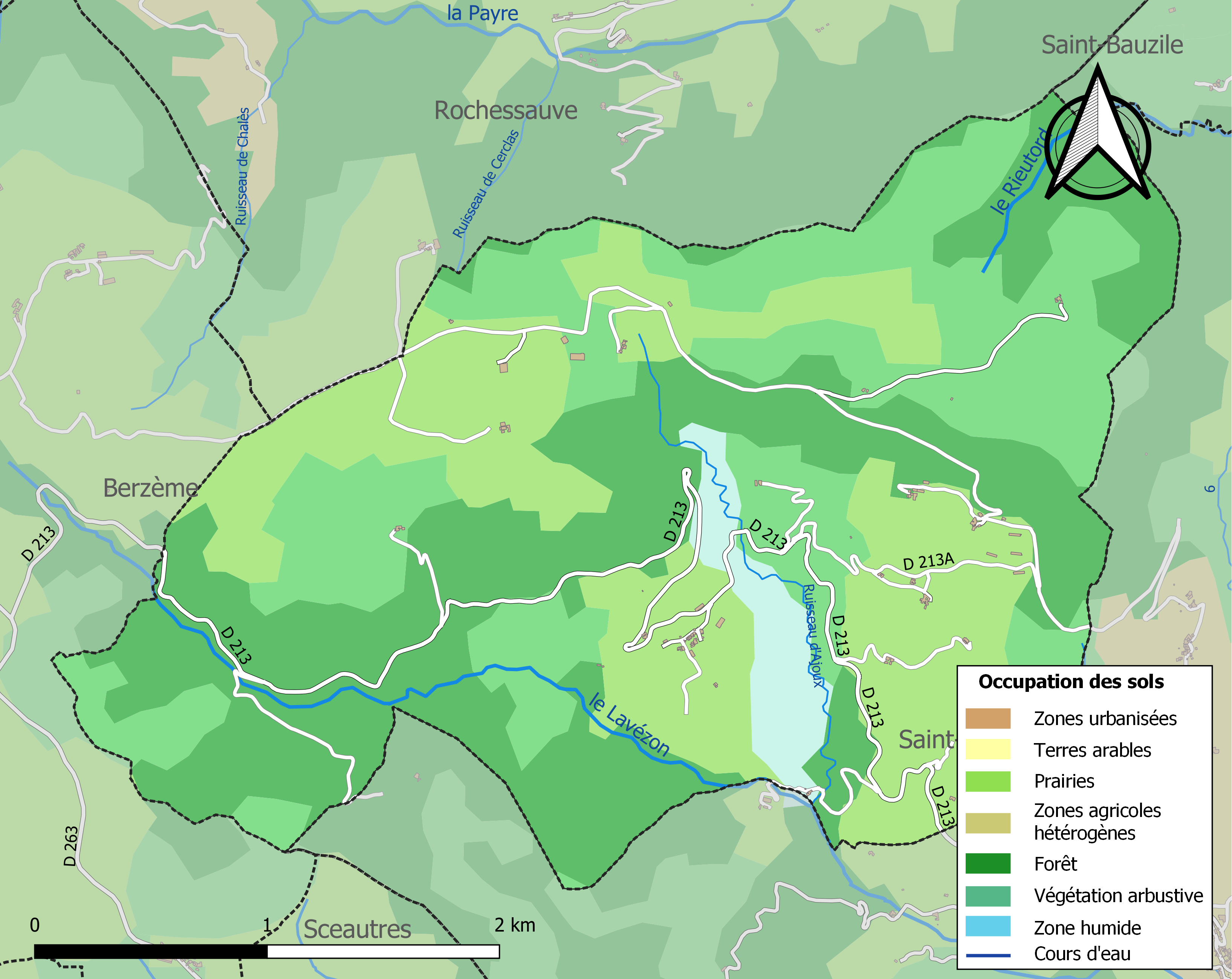
Kaart van de gemeente met belangrijkste infrastructuur, bodemgebruik en omliggende gemeenten

## Demografie
Onderstaande figuur toont het verloop van het inwonertal (bron: INSEE-tellingen).

Vanwege een beveiligingsprobleem met de MediaWiki Graph-software is het momenteel niet mogelijk deze grafiek weer te geven. Zodra de software is bijgewerkt zal de grafiek vanzelf weer zichtbaar worden.